# Zdjęcie z krzyża (obraz Rosso Fiorentino)
Zdjęcie z krzyża (wł. La Deposizione dalla croce) - obraz olejny na desce o wymiarach 375x196 cm namalowany przez Rosso Fiorentino, podpisany i datowany na rok 1521, przechowywany obecnie w Galerii Obrazów w Volterra (Pinacoteca di Volterra). Podpis malarza znajduje się u stóp drabiny w dole obrazu: RUBEUS FLOR. A.S. MDXXI.

## Historia obrazu
Dzieło powstało dla Cappella della Croce di Giorno w Volterra: na skutek zakupienia wspomnianej kaplicy przez rodzinę hrabiów Guidi, dzięki ustawie kasacyjnej z 1786 r. obraz został przeniesiony w 1788 r. do kaplicy św. Karola w miejscowej katedrze.
Zdjęcie z krzyża pędzla Rosso Fiorentino stało się najsłynniejszym dziełem w zbiorach Pinakoteki Miejskiej w Volterra począwszy od pierwszego wystawienia dzieła w Palazzo dei Priori w 1905 r.: Gabriele D’Annunzio uczynił je sławnym dzięki uwiecznieniu go w swojej powieści Forse che sì, forse che no opublikowanej w 1910 r.; dzieło stało się tak słynne, że w oczach turystów krajowych i zagranicznych stało się samo w sobie jednym z celów odwiedzenia miasta.
Bez wątpienia do obrazu Rosso Fiorentino odwołał się Pier Paolo Pasolini w jednej ze scen noweli Twaróg z 1963 z filmu Ro.Go.Pa.G., podobnie jak uczynił to z obrazem pod tym samem tytułem autorstwa Pontorma z kościoła Sanata Felicita we Florencji.

## Opis dzieła i styl
Pod względem formy (obraz na podłożu drewnianym) i rozmiarów, tak jak i samego tematu obraz przypomina analogiczne dzieło Pontorma, pomimo tego diametralnie różni się od niego pod względem koncepcji.
Rosso Fiorentino osiągnął dramatyzm przedstawienia dzięki stłoczeniu postaci w grupie w ujęciu skośnym do płaszczyzny widza, przez co nadaje im silny akcent światłocieniowy, ponadto niektóre z postaci dzieła przedstawia w konwulsyjnym ruchu i używa na dużych połaciach intensywnych kolorów, przeważnie odcieni czerwieni zestawiając je w silnej opozycji do intensywnie niebieskiego koloru nieba przedstawionego w jako przestrzeń jednolita pod względem kolorystycznym.
Deformacje ciał i twarzy zostały maksymalnie podkreślone, starzec opierający się o ramię krzyża i spoglądający w dół ma twarz tak karykaturalną i nienaturalną, że wygląda ona jak maska.
Nierównomierne rozstawienie drabin w przestrzeni przedstawienia powoduje u oglądającego wrażenie gwałtownego ruchu, zaakcentowanego kruchością podbór ludzi zdejmujących ciało Chrystusa, równocześnie grupa postaci jest silnie oświetlona snopem światła wdzierającym się w pole obrazu z prawej strony i silnie odcinającym się na szatach części postaci; w ten sposób malarz uzyskał silne efekty światłocieniowe. 